# Цврчак и мрави
Цврчак и мрави (позната и као Цврчак и мрав), је басна коју је написао Езоп. Прича говори о цврчку који проводи пролеће и лето певајући и свирајући док су мрави радили да би скупили храну за зиму. Када је зима дошла, и снег нападао, цврчак је морао да моли мраве за мало хлеба, што су мрави одбили говорећи му да сада игра и пева, док траје зима кад већ раније о храни није мислио. Поука ове приче јесте следећа:
Ко ради тај и има.

## Алтернативне верзије
- Неке верзије (због деце) се завршавају са сажаљењем мрава који уводе цврчка у кући и дају му храну, на шта цврчак обећава да ће следеће године радити и неће поновити исту ситуацију.
- Године 1934. анимирани кратки цртани филм Компаније Волт Дизни приказује басну са завршетком која приказује краљицу мрава како дозвољава цврчку да остане у мравињаку под условом да свира и пева мравима. Тако и би и ускоро се читав мравињак претвара у велику плесну дворану, а сви мрави срећно почињу да играју уз цврчкову музику.
- У филму „Things Change“, цврчак једе мраве на крају.
- У цртаном филму Пиксар продукције под именом A Bug's Life. постоји више цврчака који се понашају као мафија и који захтевају храну од радних и вредних мрава.